# 595 (szám)
Az 595 (római számmal: DXCV) egy természetes szám.

## A szám a matematikában
A tízes számrendszerbeli 595-ös a kettes számrendszerben 1001010011, a nyolcas számrendszerben 1123, a tizenhatos számrendszerben 253 alakban írható fel.
Az 595 páratlan szám, összetett szám, azon belül szfenikus szám, kanonikus alakban az 51 · 71 · 171 szorzattal, normálalakban az 5,95 · 102 szorzattal írható fel. Nyolc osztója van a természetes számok halmazán, ezek növekvő sorrendben: 1, 5, 7, 17, 35, 85, 119 és 595.
Háromszögszám, középpontos kilencszögszám és tizenötszögszám.
Az 595 négyzete 354 025, köbe 210 644 875, négyzetgyöke 24,39262, köbgyöke 8,41083, reciproka 0,0016807. Az 595 egység sugarú kör kerülete 3738,49526 egység, területe 1 112 202,339 területegység; az 595 egység sugarú gömb térfogata 882 347 189,1 térfogategység.